# Diego de Paradas
El conquistador Diego de Paradas (m. 1567), era natural de Almendralejo (Badajoz). Siendo muy joven llegaba a Santa Ana de Coro (Venezuela) en febrero de 1535, en la expedición alemana de Jorge de Espira quien estaba al servicio de los Welser. La primera intervención de Paradas sería en la calamitosa expedición de los “choques”, la que tendrá resultados desastrosos puesto que murieron muchos españoles e indios de servicio.
Por razones económicas, Carlos I de España, había concedido a los banqueros alemanes Welser, la exploración y explotación de una parte del territorio en la tierra firme que entonces se denominaba Provincia de Venezuela, que entonces llegaba desde las costas de la actual Cumaná hasta los territorios colombianos donde hoy se encuentra la ciudad de Riohacha. Esta concesión duró desde 1529 hasta 1546.
A la muerte de Spira, otro alemán, el joven Felipe von Hutten, era nombrado capitán general de la Provincia de Venezuela y después de los preparativos, el 1 de agosto de 1541 emprenderá la expedición a los territorios de los “omeguas” donde creían que se encontraba el Dorado. Diego de Paradas será uno de los soldados que intervengan en esta expedición señalándose como uno de los más decididos colaboradores. 
En una de las batallas que se dieron en esta expedición, el novelesco historiador José Oviedo y Baños, narra que 39 españoles derrotaron a 15.000 indios. En esas difíciles jornadas, donde Hutten estuvo a punto de morir por una peligrosa herida, Diego de Paradas tuvo la suerte de salir ileso de esa expedición que duró cinco años y donde murieron un considerable número de españoles y un par de miles de indígenas. Entre los conquistadores sobrevivientes también estaba Sancho Briceño Álvarez de la Carxel'Texto en negrita', que años después se estableció en la hoy ciudad de Trujillo. Su padre Don Pedro Briceño y Verdugo, natural de Arévalo del Rey, Ávila, Reino de Castilla, estaba por los lados de Santa Marta como Tesorero Real y después acompañó a Jiménez de Quesada en la conquista del de la Sabana de Bogota. 

## La villa de las Palmas
Hasta 1546 estuvo al servicio de los alemanes interviniendo en las numerosas correrías que organizaban para la búsqueda del Dorado. Terminado el dominio alemán participa activamente en la conquista del territorio venezolano, y ya como capitán en el año 1555, el gobernador Arias de Villasinda le encargaba el sometimiento de los “jirajaras” que traían en jaque a los españoles que estaban asentados en aquella comarca. Al fin conseguía pacificarlos y fundar la villa de las Palmas, la actual Nirgua.
Asolada la villa por el empuje de los “jirajaras”, nuevamente acudía Paradas con su gente y la fundaba de nuevo dándole el nombre de Nirgua, pero cuando Paradas se ausentaba de la comarca, los indígenas volvían a arrasarla, y Paradas cansado de tanta insolencia, tuvo que infligir duros castigos en aquellos territorios hasta conseguir que la villa se perennizara y sus moradores consiguieran vivir tranquilos.

## Fundación de Caracas
En 1567 se alista como capitán entre los 160 hombres que comandaba Diego de Losada para la conquista del territorio de los “caracas”, donde tendrá a su cargo la retaguardia de la expedición porque los indígenas de aquella comarca ya esperaban la arremetida de las fuerzas españolas, y como habían salido victoriosos en las expediciones precedentes, habían perdido el miedo a las armas españolas.
Camino del paraje donde se encontraba la villa de San Francisco que fundara un hato ganadero el mestizo, capitán Francisco Fajardo, y después el emeritense Juan Rodríguez Suárez que la convertiría en villa y la dotaría de Cabildo y autoridades, los indígenas no daban tregua a las tropas españolas. Para atacar por la retaguardia prendieron fuego a la sabana y se precipitaron en tromba hacia las tropas españolas, pero Paradas que había intuido la jugada, puso en guardia a sus arcabuceros y al cabo de dos horas abortaban el plan de los indígenas.
Siguiendo la marcha, al día siguiente las lomas circundantes que daban entrada al valle estaban llenas de guerreros indígenas que tocando tambores y caracolas estruendosamente se preparaban para el ataque, pero una carga de caballería por el flanco derecho, secundada por el ataque de los arcabuceros despejarían ese flanco; seguidamente procedían con el flanco izquierdo y conseguían igual resultado. Como los españoles eran solamente 160, tenían que multiplicarse para contener los ataques que le  preparaban aquella inmensa riada de guerreros indígenas.

## La flecha asesina
Unos días después, el 3 de abril de 1567, ya se encontraban a menos de una legua de donde se había fundado la villa de San Francisco. En los montes cercanos, otra vez se veían grupos de indígenas en actitud amenazante y Losada ordenó a Paradas que se emboscase en un cañaveral con 25 arcabuceros para repeler cualquier ataque que se presentara por la retaguardia. Sin que fueran advertidos los soldados, un centenar de indios se metieron en el cañaveral. 
Paradas, obligado por una necesidad fisiológica, se encontraba apartado de su gente y al oír el griterío, sin pararse a ponerse el escaupil protector, montó en su caballo y corrió a defender el sitio del ataque, pero una mortífera flecha le alcanzó en uno de los costados. Aunque lo curaron con esmero e intentaron salvarle la vida, nada pudieron hacer. El dardo le había atravesado los pulmones.
El 9 de abril moría aquel valiente capitán del que diría el historiador Oviedo y Baños ….”caballero notorio por su sangre, y a quien debe esta provincia gran parte de su conquista, pues obrando siempre con el valor correspondiente a su nobleza heredada, no hubo expedición militar en su tiempo a que no concurriese, mereciendo entre sus compañeros los aplausos de primero en cualquier lance”…